# Olympische Sommerspiele 1928/Rudern – Zweier mit Steuermann
Die Ruderregatta im Zweier mit Steuermann bei den Olympischen Sommerspielen 1928 wurde vom 3. bis 10. August auf der Ringvaart des Haarlemmermeerpolders ausgetragen.

## Ergebnisse

### Runde 1

#### Lauf 1
| Rang | Nation     | Athleten                                                   | Zeit       | Qualifiziert für |
| ---- | ---------- | ---------------------------------------------------------- | ---------- | ---------------- |
| 1    | Schweiz    | Hans Schöchlin Karl Schöchlin Hans Bourquin (Steuermann)   | 8:41,2 min | Viertelfinale    |
| 2    | Frankreich | Armand Marcelle Édouard Marcelle Henri Préaux (Steuermann) | 8:41,4 min | Hoffnungslauf    |

#### Lauf 2
| Rang | Nation      | Athleten                                                         | Zeit       | Qualifiziert für |
| ---- | ----------- | ---------------------------------------------------------------- | ---------- | ---------------- |
| 1    | Belgien     | Léon Flament François de Coninck Georges Anthony (Steuermann)    | 8:58,4 min | Viertelfinale    |
| 2    | Niederlande | Tjapko van Bergen Cornelis Dusseldorp Hendrik Smits (Steuermann) | DNF        |                  |

#### Lauf 3
| Rang | Nation             | Athleten                                                      | Zeit       | Qualifiziert für |
| ---- | ------------------ | ------------------------------------------------------------- | ---------- | ---------------- |
| 1    | Italien            | Pier Luigi Vestrini Renzo Vestrini Cesare Milani (Steuermann) | 8:42,0 min | Viertelfinale    |
| 2    | Vereinigte Staaten | Augustus Goetz Joe Dougherty Thomas Mack (Steuermann)         | 8:44,8 min | Hoffnungslauf    |

#### Hoffnungslauf
| Rang | Nation             | Athleten                                                   | Zeit       | Qualifiziert für |
| ---- | ------------------ | ---------------------------------------------------------- | ---------- | ---------------- |
| 1    | Frankreich         | Armand Marcelle Édouard Marcelle Henri Préaux (Steuermann) | 8:37,2 min | Viertelfinale    |
| 2    | Vereinigte Staaten | Augustus Goetz Joe Dougherty Thomas Mack (Steuermann)      | 8:41,2 min |                  |

### Viertelfinale
Renzo Vestrini, der mit Fieber gestartet war, fiel während des Laufs erschöpft ins Wasser, wodurch das italienische Boot kenterte und den Lauf nicht beendete. Da aus diesem Grund Belgien im Hoffnungslauf keinen Gegner gehabt hätte, rückte das Boot direkt ins Halbfinale vor.

#### Lauf 1
| Rang | Nation  | Athleten                                                      | Zeit            | Qualifiziert für |
| ---- | ------- | ------------------------------------------------------------- | --------------- | ---------------- |
| 1    | Schweiz | Hans Schöchlin Karl Schöchlin Hans Bourquin (Steuermann)      | 8:41,2 min (OB) | Halbfinale       |
| 2    | Italien | Pier Luigi Vestrini Renzo Vestrini Cesare Milani (Steuermann) | DNF             |                  |

#### Lauf 2
| Rang | Nation     | Athleten                                                      | Zeit       | Qualifiziert für |
| ---- | ---------- | ------------------------------------------------------------- | ---------- | ---------------- |
| 1    | Frankreich | Armand Marcelle Édouard Marcelle Henri Préaux (Steuermann)    | 7:53,4 min | Halbfinale       |
| 2    | Belgien    | Léon Flament François de Coninck Georges Anthony (Steuermann) | 8:02,4 min | Halbfinale       |

### Halbfinale

#### Halbfinale 1
| Rang        | Nation     | Athleten                                                      | Zeit       | Qualifiziert für |
| ----------- | ---------- | ------------------------------------------------------------- | ---------- | ---------------- |
| 1           | Frankreich | Armand Marcelle Édouard Marcelle Henri Préaux (Steuermann)    | 7:48,2 min | Finale           |
| 2 (Bronze ) | Belgien    | Léon Flament François de Coninck Georges Anthony (Steuermann) | 7:59,4 min |                  |

#### Halbfinale 2
| Rang | Nation  | Athleten                                                 | Zeit       | Qualifiziert für |
| ---- | ------- | -------------------------------------------------------- | ---------- | ---------------- |
| 1    | Schweiz | Hans Schöchlin Karl Schöchlin Hans Bourquin (Steuermann) | 8:02,0 min | Finale           |

### Finale
| Rang   | Nation     | Athleten                                                   | Zeit            |
| ------ | ---------- | ---------------------------------------------------------- | --------------- |
| Gold   | Schweiz    | Hans Schöchlin Karl Schöchlin Hans Bourquin (Steuermann)   | 7:42,6 min (OB) |
| Silber | Frankreich | Armand Marcelle Édouard Marcelle Henri Préaux (Steuermann) | 7:48,4 min      |